# Kwangdžu (Kjonggi)
Kwangdžu je město v Jižní Koreji. Nachází se v severozápadní části území v provincii Kjonggi jihovýchodně od hlavního města Soulu. Je součástí aglomerace Soulu – tzv. Velký Soul. Dříve se tu za dynastie Čoson vyráběl bílý porcelán.